# Мифлинтаун (Пенсилванија)
Мифлинтаун (енгл. Mifflintown) град је у америчкој савезној држави Пенсилванија.

## Демографија
По попису из 2010. године број становника је 936, што је 75 (8,7%) становника више него 2000. године.
| Група             | 2000.       | 2010.       |
| Белци             | 781 (90,7%) | 748 (79,9%) |
| Афроамериканци    | 0 (0,0%)    | 6 (0,6%)    |
| Азијати           | 2 (0,2%)    | 4 (0,4%)    |
| Хиспаноамериканци | 75 (8,7%)   | 158 (16,9%) |
| Укупно            | 861         | 936         |